# Fernando Cáceres
Fernando Cáceres (* 7. února 1969, San Isidro) je bývalý argentinský fotbalový obránce a reprezentant, naposledy hrající za argentinský klub Argentinos Juniors. Zúčastnil se fotbalového MS 1994 v USA.